# Мемориал на жертвите на комунистическия режим в България
Мемориалът на жертвите на комунизма е национален паметник в София, площад „България“.
Посветен е на всички жертви на комунизма в България, включително на Българската комунистическа партия от създаването ѝ през 1919 г. до свалянето на Тодор Живков от власт през 1989 г.: на първите пострадали от терористичните актове на левите екстремисти, на убитите без съд и присъда, на хилядите изпратени в лагери, на преселваните, преследваните и репресираните.
Построен е между 1997 и 1999 г. от учредения от 102-ма души на 3 октомври 1994 г. Фонд „Паметник на жертвите на комунизма“ със средства от дарения. Открит е на 11 септември 1999 г.
Мемориалът се намира в източната част на парка пред Националния дворец на културата. Състои се от 3 елемента:
- паметна стена с дължина 58 м., облицована с черен полиран гранит, върху която са изписани имената на 7526 от жертвите,
- старинен оброчен християнски кръст, вкопан в земята пред централната част на паметната стена и
- малък православен храм-параклис „На всички български мъченици“, с мозайки, изрисувани от Асен Гицов[1].

- Изглед отдалече
- Кръстът с част от почетната стена